# Hoplodrina hilaris
Hoplodrina hilaris är en fjärilsart som beskrevs av Otto Staudinger 1901. Hoplodrina hilaris ingår i släktet Hoplodrina och familjen nattflyn. Inga underarter finns listade i Catalogue of Life.